# Potassio
Il potassio (dal latino scientifico potassium, derivante a sua volta da potassa) è l'elemento chimico che ha come numero atomico 19 e come simbolo K, che deriva dal latino medievale kalium, adattattamento dall'arabo al-qaliy (cenere). È il quarto elemento del primo gruppo della tavola periodica, il gruppo dei metalli alcalini, situato tra il sodio e il rubidio.
È un metallo tenero, bianco argenteo, che in natura si trova combinato con altri elementi, sia nell'acqua di mare sia in molti minerali. È estremamente reattivo, più del sodio, si ossida rapidamente all'aria perdendo la lucentezza metallica; con l'acqua reagisce molto violentemente sviluppando idrogeno e spesso poi la miscela si incendia per il calore che si produce dalla reazione fortemente esotermica.

## Caratteristiche
Il potassio è molto leggero, di colore bianco argenteo, è meno denso dell'acqua e il secondo in ordine di leggerezza dopo il litio. Come metallo è talmente tenero che si può tagliare facilmente con un coltello; le superfici fresche mostrano un colore argenteo che a contatto con l'aria sparisce rapidamente. Per questa grande facilità di reazione il potassio metallico deve essere conservato in olio minerale.
Come gli altri metalli alcalini, il potassio reagisce violentemente con l'acqua producendo idrogeno gassoso e idrossido di potassio in soluzione; la reazione è così violenta che l'idrogeno prodotto nella reazione prende spesso fuoco. I suoi sali emettono una luce violetta se esposti alla fiamma.

## Storia
In epoca romana non erano noti né sali o altri composti del potassio, né il potassio elementare, cioè separato da altre sostanze. Kalium, il nome latino dell'elemento, fu coniato dal chimico tedesco Ludwig Wilhelm Gilbert nel 1809. Il termine alcale, spesso usato ancora oggi, nella sua lingua originale deriva da القليه (traslitterato in al-qalyah) che significa "ceneri vegetali". Nell'arabo standard moderno, "potassio" si traduce con بوتاسيوم (būtāsyūm).
Il nome potassio deriva dalla parola "potassa", dall'olandese potasschen (inglese: "pot ash") (cenere di pentola), che si riferisce al metodo con cui è stato ottenuto il carbonato di potassio: lisciviazione di cenere di legna bruciata o di foglie di alberi bruciate e successiva evaporazione della soluzione in una pentola. La potassa è principalmente una miscela di sali di potassio perché le piante hanno un contenuto di sodio relativamente basso o anche nullo, e il resto del contenuto minerale principale di una pianta è costituito da idrossido di calcio dalla solubilità in acqua piuttosto bassa. Sebbene la potassa sia stata largamente utilizzata anche nell'antichità, non si è mai capito che potesse contenere sostanze fondamentalmente diverse dai sali di sodio di cui è in parte composta. Dunque per la maggior parte della sua storia il potassio è rimasto un elemento sconosciuto.
Georg Ernst Stahl ottenne evidenze sperimentali che lo portarono a suggerire la differenza fondamentale esistente tra i sali di sodio e quelli di potassio nel 1702. Henri Louis Duhamel du Monceau fu in grado di dimostrare questa differenza nel 1736. La composizione chimica esatta del potassio e dei composti del sodio non era conosciuta all'epoca e quindi Antoine Lavoisier non incluse il potassio nella sua lista di elementi chimici nel 1789.
Il potassio metallico fu isolato per la prima volta nel 1807 in Inghilterra da Sir Humphry Davy, che lo ricavò dalla potassa caustica (KOH, per la IUPAC idrossido di potassio) mediante l'uso di elettrolisi del sale fuso con la pila voltaica recentemente scoperta. Il potassio è stato il primo metallo ad essere isolato mediante elettrolisi.
Anche se la produzione di potassio e sodio metallici avrebbe dovuto dimostrare che entrambi sono elementi chimici, ci volle del tempo prima che questa opinione divenisse universalmente condivisa.

## Disponibilità
Questo elemento costituisce circa il 2,4% o 2,6% del peso della crosta terrestre, dove è il settimo per abbondanza.
In molti minerali è presente in forma di sali insolubili, dai quali è difficile estrarlo. Alcuni suoi minerali, tra cui la carnallite, la langbeinite, la polialite e la silvite, vengono generalmente rinvenuti sul fondo di laghi e mari antichi, come la Dancalia.
Giacimenti di sali potassici si trovano negli Stati Uniti (California, Nuovo Messico, Utah), in Canada, in Germania e in altri paesi.
Il potassio metallico viene isolato dal suo idrossido per elettrolisi, con un processo che è cambiato poco dai tempi di Davy. A volte si ricorre anche a metodi termici.

### Disponibilità negli alimenti
Alcuni alimenti con alte concentrazioni di potassio sono:
- fagioli bianchi (561 mg/100 g)
- albicocche disidratate (1260 mg/100 g)
- spinaci crudi (558 mg/100 g)
- patate cotte al forno con la buccia (535 mg/100 g)
- avocado (485 mg/100 g)
- zucchine (264 mg/100 g)
- funghi bianchi (396 mg/100 g)
- banane (385 mg/100 g)
- uvetta essiccata (864 mg/100 g)
- mandorle (780 mg/100 g)

Tali concentrazioni vanno confrontate con il valore della dose dietetica consigliata per il potassio, che è pari a 3 900 mg/die per adulti e bambini di età superiore ai 9 anni, 1.600 mg/die per bambini tra i 6 e i 9 anni e 1.000 mg/die per bambini tra 1 e 2 anni.

## Isotopi
Sono noti 17 isotopi del potassio, ma in natura se ne trovano solo tre: il 39K (93,3%), il 40K (0,01%) e il 41K (6,7%), mentre gli altri sono artificiali. Il 40K decade in 40Ar (11,2%, stabile) per cattura elettronica o decadimento beta più e in 40Ca (88,8%, stabile) per decadimento beta meno; il 40K ha una emivita di 1,25×109 anni.
Il decadimento di 40K in 40Ar è usato comunemente per datare le rocce; il metodo convenzionale K-Ar dipende dal presupposto che la roccia non contenesse argon al momento della sua formazione, e quindi tutto il 40Ar che contiene, intrappolato nella roccia, sia dovuto al decadimento del 40K. I minerali sono datati misurando la loro concentrazione di potassio e poi il loro contenuto di argon. Le rocce più adatte per questo metodo sono quelle ricche nei minerali biotite e muscovite e quelle plutoniche ad alta metamorfizzazione, contenenti l'orneblenda, e vulcaniche contenenti feldspati; si possono datare anche campioni interi di roccia da flussi vulcanici e intrusivi superficiali, se sono integri.
A parte la datazione geologica, gli isotopi di potassio sono usati estesamente come tracciante radioattivo negli studi sul clima. Inoltre si usa per studi sul ciclo dei nutrienti, perché il potassio è un macronutriente necessario per la vita.
Il 40K è abbastanza abbondante rispetto al potassio normale da rendere grosse quantità di sali di potassio una sorgente percettibile di radiazioni, adatta per dimostrazioni in classe.

## Applicazioni
- Il solfato di potassio è usato come fertilizzante.
- Il nitrato di potassio si usa per fare la polvere da sparo.
- Il carbonato di potassio si usa nella fabbricazione del vetro.
- NaK, una lega di sodio e potassio, è usata come mezzo di trasporto del calore.
- Il potassio è un elemento indispensabile per la crescita delle piante ed è presente nella maggior parte dei tipi di suolo.
- Nelle cellule animali gli ioni potassio sono di importanza vitale ed esiste una proteina chiamata pompa sodio-potassio che ne regola la concentrazione.
- Il cloruro di potassio è usato per produrre sale da tavola a basso tenore di sodio; è anche usato per fermare il cuore, sia nella cardiochirurgia sia nelle esecuzioni capitali attraverso iniezione letale.
- Il canrenoato di potassio si usa in medicina per scopi diuretici o antiandrogeni.
- Il solfuro di potassio è l'ingrediente base per il Fegato di zolfo.

Molti sali di potassio trovano applicazioni. Tra essi si annoverano il bromuro, il carbonato, il cloruro, il cromato, bicromato e il cianuro.

## Composti principali
- Cloruro di potassio
- Bromuro di potassio
- Nitrato di potassio
- Perclorato di potassio

## Ruolo biologico
Nell'organismo il potassio esiste sotto forma di ione positivo (catione), K+ ed è lo ione inorganico più abbondante all'interno delle cellule, dove viene trasportato mediante meccanismi che richiedono un apporto di energia. È presente in alte concentrazioni anche nel succo gastrico. Molti antibiotici, come per esempio quelli prodotti dal Bacillus brevis, attaccano le cellule batteriche aprendo su di esse canali di scambio attraverso i quali gli ioni Na+ e K+ possono attraversare la membrana cellulare, alterando il potenziale elettrico della membrana stessa.
La concentrazione di ioni K+ nel sangue è regolata in maniera da avere fluttuazioni minime, dato che concentrazioni troppo alte (iperkaliemia) o troppo basse (ipokaliemia) possono avere ripercussioni gravi sul cuore e sui nervi.
Nel plasma sanguigno la concentrazione degli ioni K+ è generalmente compresa tra 0,0035 e 0,005 M; all'interno delle cellule è invece circa 0,1 M. Negli esami del sangue della medicina di laboratorio questa misura viene effettuata sul siero sanguigno, con le stesse tecniche degli altri elettroliti.

## Precauzioni
Il potassio reagisce violentemente con l'acqua sviluppando idrogeno che solitamente si incendia. Deve pertanto essere conservato sotto cherosene, o altro idrocarburo liquido, e maneggiato con estrema cautela. Da evitare il contatto diretto con la pelle.